# Тандиуей Нютън
Мелани Тандиуей Нютън (Melanie Thandiwe Newton, произнася се TAN-dee-way) е английска актриса. Носител е на награда на Британската академия за филмово и телевизионно изкуство (БАФТА) за роля във филма „Сблъсъци“ (2004) г.

## Биография
Родена е на 6 ноември 1972 г. Нейният баща Ник Нютън е лаборант от Англия, а майка ѝ Няша е от Зимбабве и работи в здравеопазването. Според в-к „Дейли Телеграф“ Няша е принцеса от племето шона, а името Тандиуей означава „възлюбена“ на езика ндебеле. Тя прекарва първите си години в Замбия, а според „Дейли Телеграф“ през 1977 г. тя и семейството ѝ се установяват в град Пензанс в Корнуол, Англия, за да избягат от нестабилната политическа обстановка в страната. Нютън следва социална антропология в колежа „Даунинг“ към Кеймбриджкия университет.
Дебютира като киноактриса с ролята на Тандиуей Аджеуа във „Флирт“ от 1991 г., където играят още Ноа Тейлър, Никол Кидман и Наоми Уотс. По погрешка е кредитирана като "Танди Нютън", но продължава да ползва това име за последвалите си участия. Във филма „Джеферсън в Париж“ от 1995 г. партнира на Ник Нолти, а през 1998 г. участва в едноименната екранизация на романа „Възлюбена“ на Нобеловия лауреат Тони Морисън. Там тя играе заедно с Дани Глоувър, Опра Уинфри и Кимбърли Елис.
Изпълнява главната женска роля в „Невъзможна мисия 2“ (2000). Тъй като снимките за този филм се проточват, тя не успява да се включи в „Ангелите на Чарли“ (2000) и нейното място е заето от Луси Лиу. Играе в „Истината за Чарли“ (2002), римейк на класическия филм „Шарада“ от 1963 г. с Кари Грант и Катрин Хепбърн.
Танди Нютън играе и в популярния сериал „Спешно отделение“, където влиза в образа на влюбената в д-р Джон Картър (Ноа Уайли) Макемба (Кем) Ликасу. Има роля и в „Хрониките на Ридик“ (2004) с Вин Дизъл. Във филма „Сблъсъци“ (2004) играе ролята на богата чернокожа жена, жертва на расистки настроен полицай от Лос Анджелис (Мат Дилън). Впоследствие именно полицаят е човекът, който спасява нейния живот. За ролята си Нютън получава награда за най-добра второстепенна женска роля на БАФТА на церемонията през 2006 г., а самият филм „Сблъсъци“ печели „Оскар“ за най-добър филм за 2005 г.
Участва и във филма „Преследване на щастието“ от 2006 г. Там партнира на Уил Смит, който е номиниран за „Оскар“. Играе в „Норбит“ с Еди Мърфи
Има брат (Джеймс). През 1998 г. Танди Нютън се жени за английския сценарист и режисьор Ол Паркър, от когото има две деца.
В интервю от 2021 г. обявява, че ще се върне към родното си име "Тандиуей", като първото заглавие, в което ще се изписва така, е „Игра на спомени“ от същата година.

## Частична филмография
- 1991 – „Флирт“ (Flirting)
- 1994 – „Интервю с вампир“ (Interview with the Vampire: The Vampire Chronicles)
- 1997 – „Безизходица“ (Gridlock'd)
- 1998 – „Невъзможна мисия 2“ (Mission: Impossible II)
- 1998 – „Възлюбена“ (Beloved)
- 2002 – „Истината за Чарли“ (The Truth About Charlie)
- 2003 – „Ловки ръце“ (Shade)
- 2004 – „Хрониките на Ридик“ (The Chronicles of Riddick)
- 2004 – „Сблъсъци“ (Crash)
- 2006 – „Преследване на щастието“ (The Pursuit of Happyness)
- 2007 – „Норбит“ (Norbit)
- 2007 – „Бягай, дебелако, бягай“ (Run Fatboy Run)
- 2008 – „Рокенрола“ (RocknRolla)
- 2009 – „2012“ (2012)
- 2018 – 2022 – „Западен свят“ (Westworld)
- 2021 – „Игра на спомени“ (Reminiscence)